# イネス・グランヴォルカ
イネス・グランヴォルカ（Inès Granvorka、1991年8月13日 - ）は、スイスの女子バレーボール選手。スイス代表。

## 来歴
2011年にスイス代表に初選出され、欧州選手権、モントルーバレーマスターズなどの国際大会に出場した。現在はスイスリーグの強豪VBCチューリッヒに所属している。2015年の世界クラブ選手権で銅メダルを獲得した

## 所属クラブ
- VBC Cheseaux（2009-2010年）
- VBC チューリッヒ（2010-2016年）
- Volley Düdingen（2016-2020年）
- VBC Cheseaux（2020-2023年）